# Serge Meyer (Eishockeyspieler)
Serge Meyer (* 14. Oktober 1976 in Lyss) ist ein ehemaliger Schweizer Eishockeyspieler und derzeitiger -trainer, der zuletzt für den SC Langenthal auf der Position des Verteidigers spielte.

## Karriere
Serge Meyer begann seine Karriere beim SC Lyss in der Nationalliga B. Ab 1993 spielte er für die Elite-A-Junioren des EHC Biel, bevor er 1996 in das Profikader des EHC aufgenommen wurde und bis 2008 ununterbrochen für dieses spielte. Seine beste Saison spielte er 2006/07, als er in der Qualifikation 32 Scorerpunkte erreichen und in den Play-offs weitere zwölf Punkte zum Gewinn des Meistertitels beitragen konnte. Damit gehörte er zu den punktbesten Verteidigern der Liga. In der Saison 2008/09 bestritt der Schweizer zudem fünf Spiele, in denen er ein Tor erzielte, für den Zweitligisten SC Langenthal. Zur Saison 2010/11 verliess er den EHC Biel und wechselte definitiv zum SC Langenthal in die National League B. Im Sommer 2011 beendete Meyer verletzungsbedingt seine Karriere.
Nach seinem Karriereende als aktiver Spieler wurde Meyer zunächst im Juniorenbereich des EHC Biel tätig, bevor er zur Saison 2019/20 zum Cheftrainer des SC Lyss ernannt wurde.

## Erfolge und Auszeichnungen
- 2004 Meister der NLB mit dem EHC Biel
- 2006 Meister der NLB mit dem EHC Biel
- 2007 Meister der NLB mit dem EHC Biel